# 長谷有洋
長谷有洋（1965年4月22日—1996年7月30日），日本配音員與舞台劇演員，父親為資深聲優長谷參治（はせさん治）。以替《超时空要塞》男主角一条輝配音而為人熟知，後於1996年於自家公寓七樓墜樓身亡（但據其父長谷參治後來所提及的說法為自殺），享年31歲。
出生於東京都，畢業於日本大學附屬鶴鶴丘高級中學。

## 主要作品

### 電視動畫
- 機動警察（自衛隊員A）
- 青少棒揚威記（小山）為出道作品。
- 楽しいムーミン一家
- 楽しいムーミン一家 冒険日記（刀叉男）
- 超時空要塞マクロス（一条輝）

超時空要塞：愛、還記得嗎？1984年特別篇（超時空要塞マクロス 愛・おぼえていますか）（一条輝）
- 超時空世紀（ハーディー、第5話ゲスト）
- 超时空骑团サザンクロス（ボウイ・エマーソン）
- 緞帶魔法姬（姫ちゃんのリボン）（篠山）
- 超時空要塞 7（マクロス7）（ボビー・ラコステ、ゴラム）

### OVA
- 究極超人あ〜る（岸田）
- マクロス7 encore版（司儀）
- 驚爆危機　MADOX01（小野瀬）

### 劇場版動畫
- 超時空要塞：愛、還記得嗎？（一条輝）
- KAZU&YASU ヒーロー誕生（小學老師）

### 電子遊戲
- 超時空要塞：愛、還記得嗎？（一条輝）